# Coccothrinax boschiana
Coccothrinax boschiana är en enhjärtbladig växtart som beskrevs av M.M.Mejía och Rodolfo García. Coccothrinax boschiana ingår i släktet Coccothrinax och familjen Arecaceae. Inga underarter finns listade i Catalogue of Life.